# 이스탄불 증권거래소
이스탄불 증권거래소 또는 보르사 이스탄불(튀르키예어:  Istanbul)는 터키 이스탄불에 소재한 증권거래소이다.

## 같이 보기
- 튀르키예의 경제